# Uppermill
Uppermill är en ort i civil parish Saddleworth, i distriktet Oldham, i grevskapet Greater Manchester, i England. Orten hade 11 191 invånare år 2021. Upper Mill var en civil parish från 1894 till 1900 då den blev en del av Saddleworth. Upper Mill var ett distrikt från 1894 till 1900.